# Bella and the Bulldogs
Bella and the Bulldogs ist eine US-amerikanische Sitcom von Matt Fleckenstein, die von Nickelodeon Productions produziert wurde. Ihre Premiere feierte die Serie am 17. Januar 2015 auf dem US-Sender Nickelodeon. Die deutsche Ausstrahlung fand ab dem 26. April 2015 auf Nickelodeon statt. Im Jahr 2016 folgte eine zweite Staffel, danach wurde die Serie eingestellt.
Mit durchschnittlich zwei Millionen Zuschauern war sie 2015 die meistgesehene Nickelodeon-Serie.

## Handlung
Die Serie erzählt die Geschichte von der dreizehnjährigen Cheerleaderin Bella Dawson in Texas, deren Leben sich schlagartig ändert, als sie Quarterback in der Football-Mannschaft ihrer Schule wird. Dabei ist sie das einzige Mädchen im Team.
Nach anfänglichen Schwierigkeiten versteht sie sich immer besser mit dem Team.

## Figuren
Hauptfiguren
Bella Dawson ist neuer Quarterback in der Schulmannschaft, den Bulldogs. Sie hat Probleme, ihr altes Leben als Cheerleaderin mit ihrem neuen als Football-Spielerin zu verbinden.
Troy Dixon ist der bisherige Quarterback der Bulldogs. Er ist anfangs der Meinung, dass Mädchen nicht Football spielen könnten und versucht, Bella mit Tricks aus dem Team zu kriegen, freundet sich aber später mit ihr an.
Newt Van Der Rohe ist kein besonders guter Spieler und nur bei den Bulldogs, weil sein Vater es so wollte.
Sophie Delarosa ist Cheerleaderin und Bellas beste Freundin. Sie hat neun Brüder und schafft es immer wieder, sich gegen diese durchzusetzen.
Sawyer Huggins ist Mitglied der Bulldogs. Er lebt auf einer Ranch und kennt sich mit allem, was mit Cowboys zu tun hat, aus.
Pepper Silverstein ist eine Cheerleaderin und beste Freundin von Bella.
Nebenfiguren
Ace McFumbles ist der Reporter des Schulfernsehens und geht auf der Suche nach neuen Geschichten auch mal am Rande der Legalität vor.
Coach Russell ist der Trainer der Bulldogs. Er glaubt an Bellas Fähigkeiten und gibt ihr die Position im Team. Er meint, ein guter Spieler würde seine Gefühle vor dem Spiel so tief vergraben, dass sie ihn nicht ablenken können.
Carrie Dawson ist Bellas Mutter.
Kyle war mal ein Freund von Bella. Als Bella davon hört, dass Kyle wegzieht, ist sie traurig.
Charlotte Newman ist Bellas Rivalin. Sie war mit Kyle zusammen, doch später ist sie mit Troy zusammen. Bella merkt, dass Charlotte Troy nur benutzt hat, damit sie ihren besten Freund eifersüchtig macht.
Charlie ist Sawyers Cousin.
Zach spielt für das Team der Silverado East. Er lädt Bella zum Homecoming ein, versetzt sie jedoch, weil ihr Team gewonnen hat.

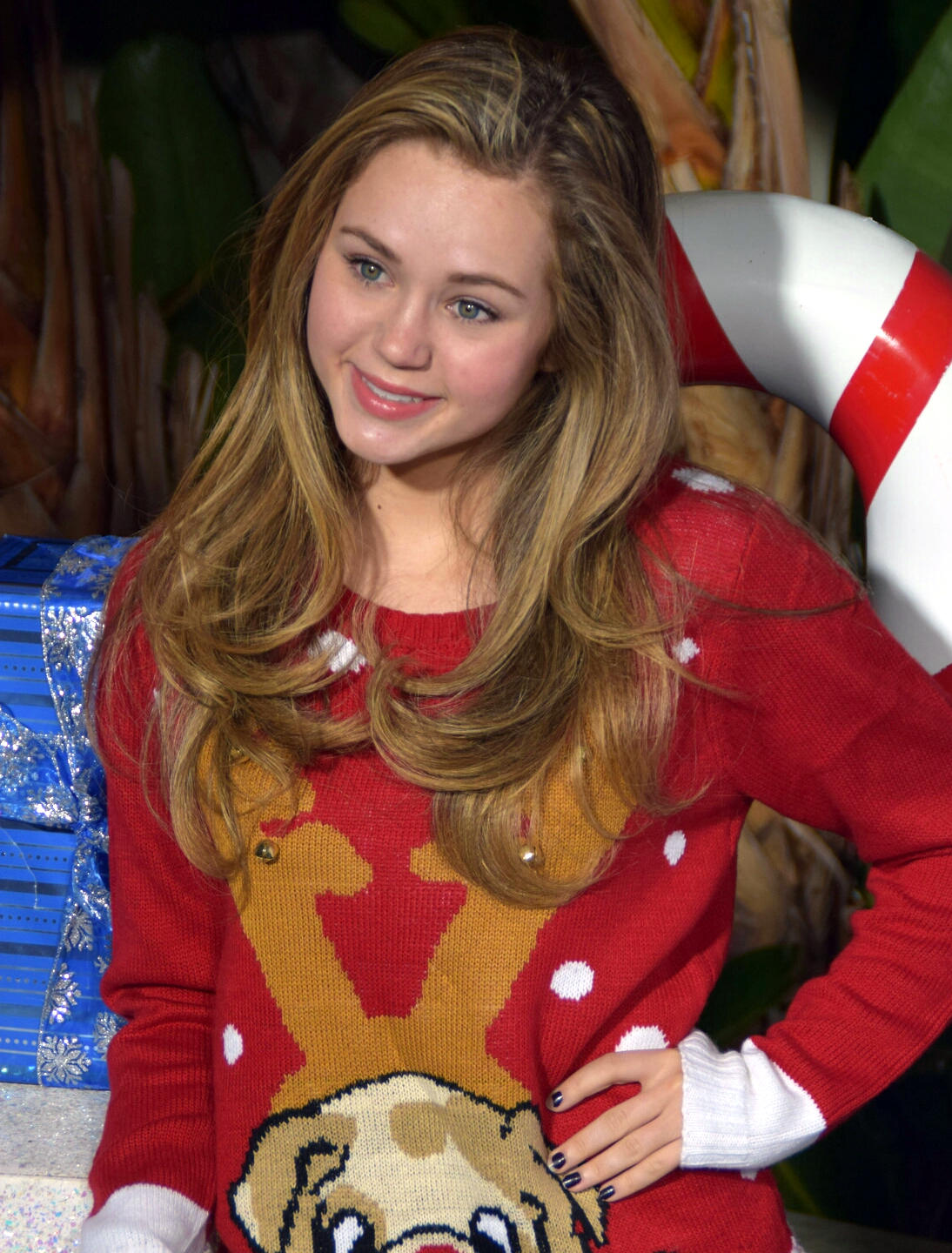
Brec Bassinger spielt Bella
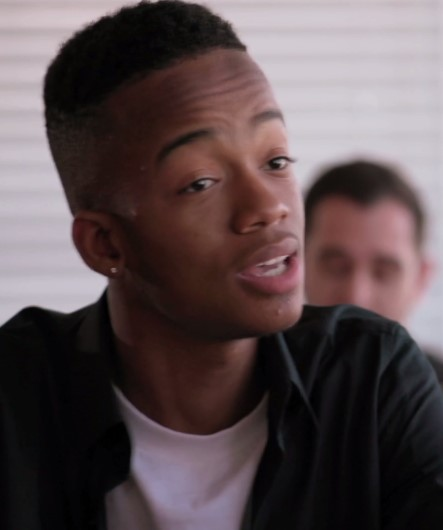
Coy Stewart spielt Troy
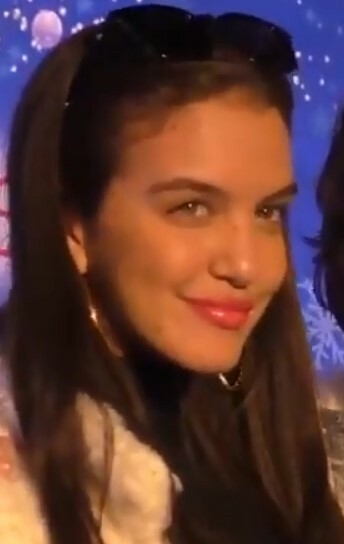
Lilimar Hernandez spielt Sophie
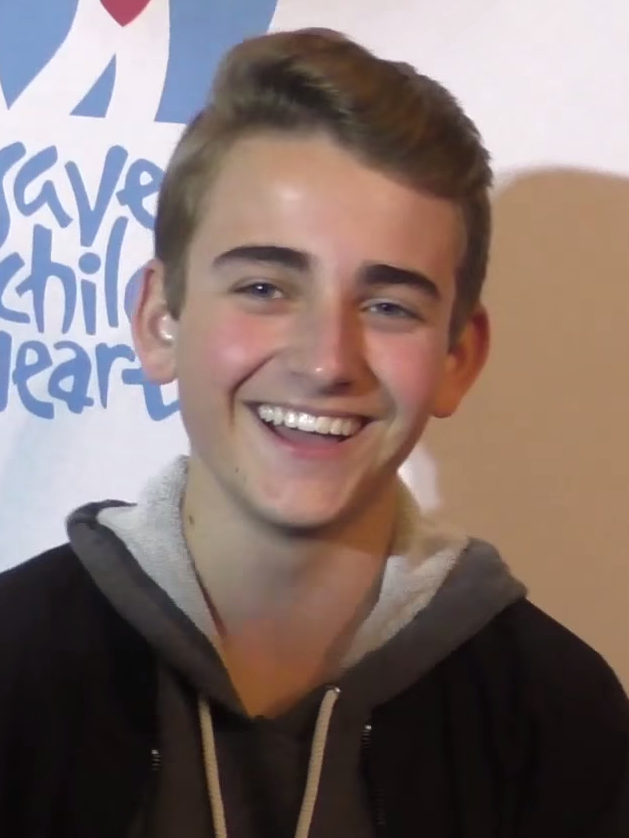
Buddy Handleson spielt Newt

## Synchronisation
Die deutsche Fassung wurde bei der Firma Eurosync in Berlin unter der Dialogregie von Stefan Kaiser erstellt.
| Figur              | Darsteller        | Deutscher Sprecher |
| ------------------ | ----------------- | ------------------ |
| Bella Dawson       | Brec Bassinger    | Lisa May           |
| Troy Dixon         | Coy Stewart       | Sebastian Fitzner  |
| Sophie Delarosa    | Lilimar Hernandez | Soraya Richter     |
| Newt Van Der Rohe  | Buddy Handleson   | Andreas Wittmann   |
| Sawyer Huggins     | Jackie Radinsky   | Philip Süß         |
| Pepper Silverstein | Haley Tju         | Josefin Hagen      |
| Ace McFumbels      | Rio Mangini       | Henning Berg       |
| Coach Russel       | Dorien Wilson     | Ingo Albrecht      |
| Carrie Dawson      | Annie Tedesco     | Vera Teltz         |
| Kyle               | Kalama Epstein    | Cedric Eich        |
| Charlotte Newman   | Johnnie Ladd      | Melinda Rachfahl   |
| Zach Barnes        | Matt Cornett      | Carsten Otto       |
| Charlie            | Froy Gutierrez    | Konrad Bösherz     |
| Ricky Delarosa     | Jovan Armand      | Amadeus Strobl     |
| Dan                | Sully Zack        | Heiko Akrap        |
| Mack Scully        | Casey Sander      | Karl Schulz        |
| Mr. Schweger       | David Bickford    | Joachim Kaps       |

## Kritik
Robert Lloyd schrieb für die Los Angeles Times, Bella and the Bulldogs sei eine gut gemachte Serie. Er hebt hervor, dass es in dieser Serie um die Geschlechterwahrnehmung gehe, am Beispiel, dass auch ein Mädchen Football spielen kann. Sie sei aber keineswegs vorurteilsfrei, wie es sich in Peppers Reaktion zeige (Bella könnte sich verletzen, oder schlimmer, Football-Outfits sehen unvorteilhaft aus). Weiterhin fiele auf, dass die Serie genreüblich gemischtrassig besetzt sei.

## Staffelübersicht
| Staffel | Episoden | Erstausstrahlung USA (Nickelodeon) | Erstausstrahlung USA (Nickelodeon) | Deutsche Erstausstrahlung (Nickelodeon) | Deutsche Erstausstrahlung (Nickelodeon) |
| Staffel | Episoden | von                                | bis                                | von                                     | bis                                     |
| ------- | -------- | ---------------------------------- | ---------------------------------- | --------------------------------------- | --------------------------------------- |
| 1       | 20       | 17. Januar 2015                    | 30. Mai 2015                       | 26. April 2015                          | 25. Oktober 2015                        |
| 2       | 20       | 30. September 2015                 | 26. Juni 2016                      | 22. Februar 2016                        | 13. Oktober 2016                        |

## Episodenliste

### Staffel 1
| Nr. (ges.) | Nr. (St.) | Deutscher Titel                     | Originaltitel            | Erstausstrahlung USA | Deutschsprachige Erstausstrahlung (D) |
| ---------- | --------- | ----------------------------------- | ------------------------ | -------------------- | ------------------------------------- |
| 1+2        | 1+2       | Der neue Quarterback                | Newbie QB                | 17. Jan. 2015        | 26. Apr. 2015                         |
| 3          | 3         | Kuschelhasen und andere Geheimnisse | That’s Some Gossip, Girl | 24. Jan. 2015        | 3. Mai 2015                           |
| 4          | 4         | Stink den Gestank                   | Pretty In Stink          | 31. Jan. 2015        | 10. Mai 2015                          |
| 5          | 5         | Texasfestival                       | Tex Fest                 | 7. Feb. 2015         | 17. Mai 2015                          |
| 6          | 6         | Tanzend zum Sieg                    | Dancing In The Endzone   | 14. Feb. 2015        | 24. Mai 2015                          |
| 7          | 7         | Tri-Five!                           | That’s My Tri-Five!      | 28. Feb. 2015        | 31. Mai 2015                          |
| 8          | 8         | Die Pausenwoche                     | A Good Bye Week          | 7. März 2015         | 7. Juni 2015                          |
| 9          | 9         | Bromanze mit Hindernissen           | Bromantically Challenged | 14. März 2015        | 14. Juni 2015                         |
| 10         | 10        | Tornado                             | Tornado Afraido          | 21. März 2015        | 21. Juni 2015                         |
| 11         | 11        | Reden ist Gold                      | Incomplete Pass          | 23. März 2015        | 28. Juni 2015                         |
| 12         | 12        | Quarterbank                         | Backseat Quarterback     | 4. Apr. 2015         | 30. Aug. 2015                         |
| 13         | 13        | Date mit einer Cobra                | Traitor Dater            | 11. Apr. 2015        | 6. Sep. 2015                          |
| 14         | 14        | Bulldog-Kumpels                     | Bulldog Buddies          | 18. Apr. 2015        | 13. Sep. 2015                         |
| 15         | 15        | Ein böses Spiel                     | Player Hater             | 25. Apr. 2015        | 20. Sep. 2015                         |
| 16         | 16        | Newt der Held                       | Root for Newt            | 2. Mai 2015          | 27. Sep. 2015                         |
| 17         | 17        | Versprochen ist versprochen         | Bulldog Blues            | 9. Mai 2015          | 4. Okt. 2015                          |
| 18         | 18        | Fußball vs. Football                | Kicking and Scheming     | 16. Mai 2015         | 11. Okt. 2015                         |
| 19         | 19        | Third Degree Ba-Burn                | Third Degree Ba-Burn     | 23. Mai 2015         | 18. Okt. 2015                         |
| 20         | 20        | Mädchen verboten                    | No Girls Allowed         | 30. Mai 2015         | 25. Okt. 2015                         |

### Staffel 2
| Nr. (ges.) | Nr. (St.) | Deutscher Titel                 | Originaltitel              | Erstausstrahlung USA | Deutschsprachige Erstausstrahlung (D) |
| ---------- | --------- | ------------------------------- | -------------------------- | -------------------- | ------------------------------------- |
| 21         | 1         | Team vs. Karriere               | Wide Deceiver              | 30. Sep. 2015        | 22. Feb. 2016                         |
| 22         | 2         | Mädelsabend                     | Girls’ Night               | 7. Okt. 2015         | 23. Feb. 2016                         |
| 23         | 3         | Ein faules Spiel                | Personal Foul              | 14. Okt. 2015        | 25. Feb. 2016                         |
| 24         | 4         | Rally-Woche                     | Rally Week                 | 21. Okt. 2015        | 24. Feb. 2016                         |
| 25         | 5         | Der Horror-Schuppen             | Sha-Boo! Ya                | 28. Okt. 2015        | 14. Okt. 2016                         |
| 26         | 6         | Texfest mal anders              | Who Killed Tex Fest?       | 4. Nov. 2015         | 26. Feb. 2016                         |
| 27         | 7         | Rettet die Küken                | Dudes & Chicks             | 11. Nov. 2015        | 2. Apr. 2016                          |
| 28         | 8         | Ein Date zuviel                 | Two Many Dates             | 18. Nov. 2015        | 29. Feb. 2016                         |
| 29         | 9         | Drama im vorletzten Jahrhundert | The Outlaw Bella Dawson    | 13. Feb. 2016        | 5. Okt. 2016                          |
| 30         | 10        | Das große Eltern-Duell          | Parents & Pigskins         | 19. März 2016        | 2. Aug. 2016                          |
| 31         | 11        | Glitz & Grit                    | Glitz & Grit               | 26. März 2016        | 2. März 2016                          |
| 32         | 12        | Wer aufgibt, verliert           | Accept No Substitutes      | 2. Apr. 2016         | 4. Okt. 2016                          |
| 33         | 13        | Ich liebe dich, Hunter Hayes!   | I Love You, Hunter Hayes!  | 9. Apr. 2016         | 1. März 2016                          |
| 34         | 14        | Eine Party für drei             | Party Of Three             | 16. Apr. 2016        | 6. Okt. 2016                          |
| 35         | 15        | Bären, Züge und Senioren        | Bad Grandma                | 23. Apr. 2016        | 3. Okt. 2016                          |
| 36         | 16        | Bella-Mania                     | Bella in the Spotlight     | 30. Apr. 2016        | 7. Okt. 2016                          |
| 37         | 17        | Der Rekordvater                 | Doggone Record Breaker     | 7. Mai 2016          | 10. Okt. 2016                         |
| 38         | 18        | Feuerwerk der Gefühle           | Tailgating                 | 4. Juni 2016         | 11. Okt. 2016                         |
| 39         | 19        | Ein Baby für die Playoffs       | Oh Baby, It’s The Playoffs | 11. Juni 2016        | 12. Okt. 2016                         |
| 40         | 20        | Das große Finale                | Biggest. Game. Ever.       | 25. Juni 2016        | 13. Okt. 2016                         |